# Black Market Music
Black Market Music è il terzo album in studio del gruppo musicale britannico Placebo, pubblicato l'8 maggio 2000 dalla Virgin Records.

## Tracce
Testi e musiche dei Placebo, eccetto dove indicato.
1. Taste in Men – 4:15
2. Days Before You Came – 2:33
3. Special K – 3:52
4. Spite & Malice (feat. Justin Warfield) – 3:37 (Placebo, Justin Warfield)
5. Passive Aggressive – 5:24
6. Black-Eyed – 3:48
7. Blue American – 3:31
8. Slave to the Wage – 4:06 (Placebo, Scott Kannberg, Stephen Malkmus)
9. Commercial for Levi – 2:20
10. Haemoglobin – 3:46
11. Narcoleptic – 4:22
12. Peeping Tom – 14:10 – contiene la traccia fantasma Black Market Blood

Tracce bonus nell'edizione giapponese e statunitense
1. Without You I'm Nothing (featuring David Bowie) – 4:15 (testo: Brian Molko)
2. I Feel You – 15:19 (Martin Gore) – cover dei Depeche Mode, contiene la traccia fantasma Black Market Blood

## Formazione
Placebo
- Brian Molko – voce, chitarra, tastiera, basso a sei corde
- Stefan Olsdal – basso, basso a 6 corde, tastiera, cori
- Steve Hewitt – batteria, percussioni

Altri musicisti
- Rob Ellis – arrangiamento archi
- Dimitri Tikovoï – programmazione archi
- Bill Lloyd – basso in Peeping Tom
- Justin Warfield – rapping in Spite & Malice
- Severe Loren – cori in Taste in Men e Special K

Produzione
- Placebo – produzione, missaggio
- Paul Corkett – produzione, missaggio
- Dare Mason – produzione in Taste in Man
- Kenry Pallerson – ingegneria del suono
- Lorraine Francis – ingegneria del suono
- Scott Kannberg – sampling
- Ian Cooper – mastering

## Classifiche
| Classifica (2000) | Posizione massima |
| ----------------- | ----------------- |
| Australia         | 18                |
| Austria           | 7                 |
| Belgio (Fiandre)  | 10                |
| Belgio (Vallonia) | 3                 |
| Finlandia         | 24                |
| Francia           | 1                 |
| Germania          | 4                 |
| Irlanda           | 12                |
| Italia            | 9                 |
| Norvegia          | 9                 |
| Nuova Zelanda     | 22                |
| Paesi Bassi       | 28                |
| Regno Unito       | 6                 |
| Svezia            | 17                |
| Svizzera          | 15                |